# 多巴哥议会
多巴哥议会（英語：Tobago House of Assembly）是多巴哥的立法机关，成立于1980年，设于斯卡伯勒。议会实行一院制。议会有15名议员，由直接选举产生。每届议会任期4年。现任议会主持官是Abby Taylor。